# Хезелхатч энд Селбридж

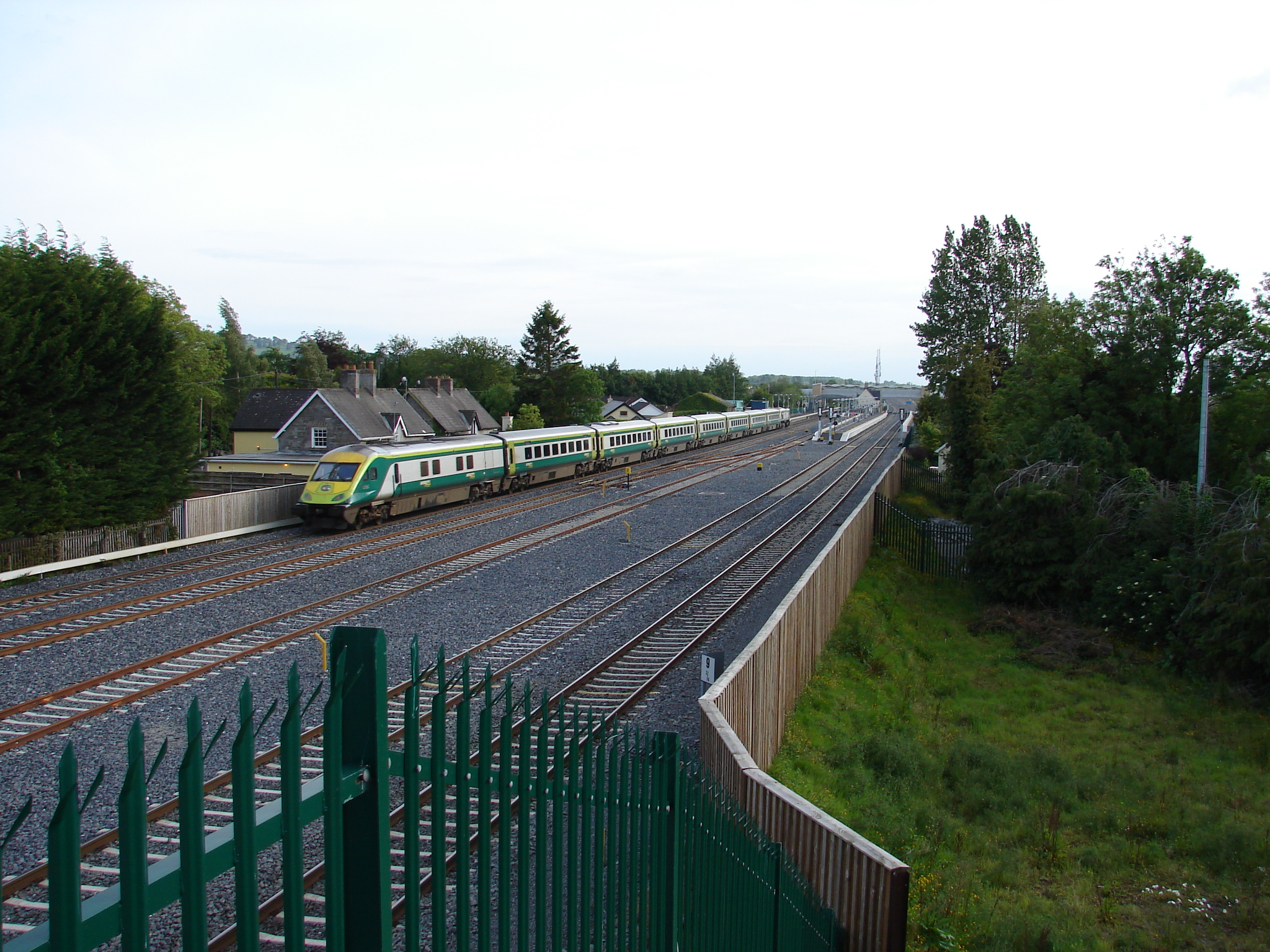

Хезелхатч энд Селбридж — железнодорожная станция, открытая 4 августа 1846 года и обеспечивающая транспортной связью деревню Хезелхатч и город Селбридж в графстве Килдэр, Республика Ирландия. Станция была закрыта 9 июня 1947 года и вновь открыта для пассажирского сообщения в 1994 году.